# Blasticorhinus hoenei
Blasticorhinus hoenei är en fjärilsart som beskrevs av Emilio Berio 1956. Blasticorhinus hoenei ingår i släktet Blasticorhinus och familjen nattflyn. Inga underarter finns listade i Catalogue of Life.